# Ernst Steiner (Theologe)

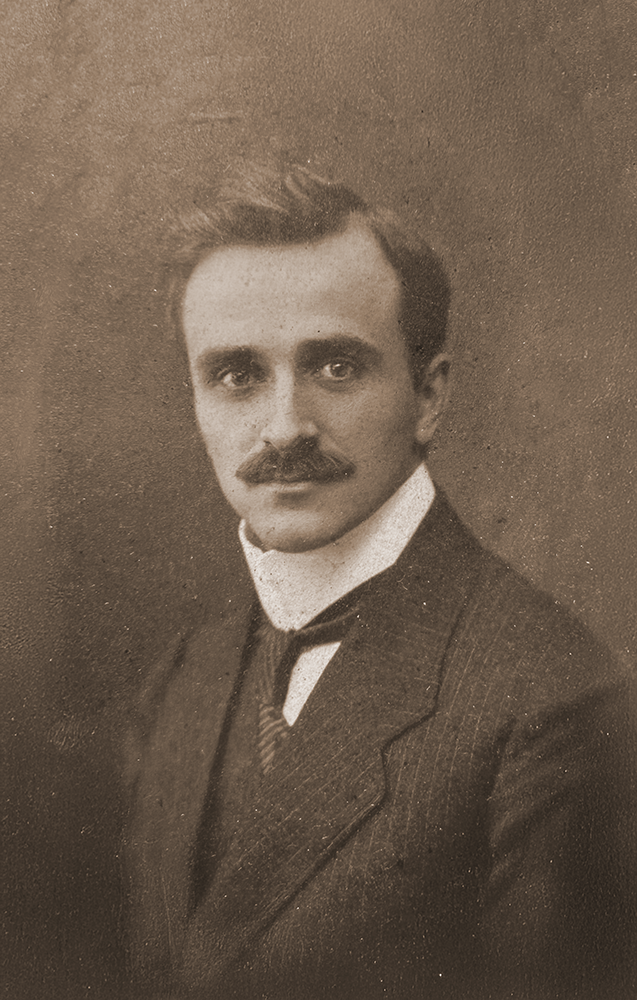
Ernst Steiner als Student

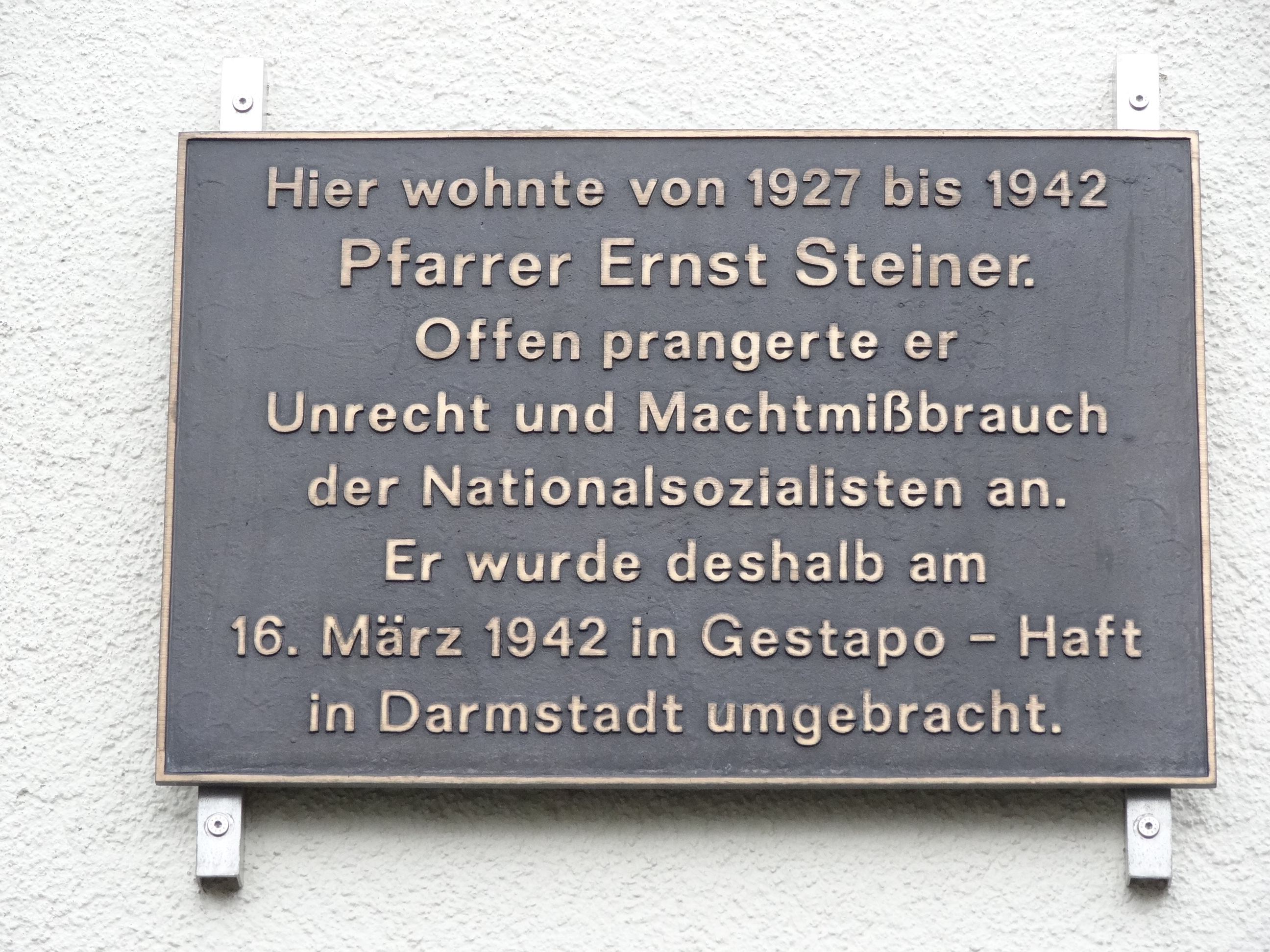
Tafel am Pfarrhaus in Hausen

Ernst Christoph Steiner (* 22. April 1885 in Zeitlofs, Unterfranken; † 16. März 1942 in Darmstadt) war ein deutscher evangelischer Theologe und Pfarrer. Er wurde 1942 als Mitglied des Kaufmann-Will-Kreises im Gestapo-Gefängnis in Darmstadt nach Verhör und Folter ermordet.

## Leben
Steiner studierte ab 1904 Evangelische Theologie an der Hessischen Ludwigs-Universität, der Eberhard Karls Universität Tübingen, Friedrich-Wilhelms-Universität zu Berlin, der Friedrichs-Universität Halle und der Kirchlichen Hochschule Bethel. Er legte 1909 sein erstes Examen in Gießen ab. Während seiner Studienzeit wurde er Mitglied des Gießener, Tübinger und Berliner Wingolfs. Es folgte der damals übliche Aufenthalt auf dem Predigerseminar der Landeskirche in Friedberg und das Staatsexamen. Er wurde zunächst für einige Monate Pfarrverwalter in Rothenberg, dann Pfarrassistent in Worms-Neuhausen. 1914 übernahm er eine Stelle als Pfarrverwalter in Alsfeld und 1915 als Pfarrer in Ehringshausen. Nach verschiedenen Meldungen als Kriegsfreiwilliger wurde er 1917 Feldgeistlicher in Serbien und Garnisonspfarrer in Marienburg/Westpreußen. Ab 1918 war er wiederum Pfarrer in Ehringshausen und ab 1927 in Hausen/Gießen (heute zu Pohlheim gehörig).
Steiner war von konservativer, bürgerlicher Prägung und stand anfangs dem Nationalsozialismus nicht ablehnend gegenüber. Spätestens seit 1938 wurde er zum Gegner des Regimes, verkündete dies auch, trotz vieler Warnungen, öffentlich von seiner Kanzel und rechnete scharf mit den führenden Nationalsozialisten ab. Er nahm gemeinsam mit seiner Frau Helene an regelmäßigen Treffen im Hause seines Wingolfbruders Alfred Kaufmann teil, um illegal Radiosendungen zu hören und sich auszutauschen. Dieser sogenannte Kaufmann-Will-Kreis wurde durch die eingeschleuste Gestapo-Agentin Dagmar Imgart verraten und ein Teil der Mitglieder am 6. Februar 1942 verhaftet. Pfarrer Steiner und seine Frau wurden am nächsten Morgen in Hausen festgenommen. In der Haftzelle im Gestapogefängnis in Darmstadt wurde er mehrfach gefoltert und erlag schließlich noch vor dem Prozess vor dem Volksgerichtshof gegen die anderen Teilnehmer des Kreises diesen Misshandlungen. Die Gestapo kolportierte einen Selbstmord Steiners, dem sein Zellennachbar Kaufmann in seinen Erinnerungen von 1945 jedoch widersprach. Eine Bestattung in Hausen verbot das Regime, sodass Steiner ohne Vorankündigung in Gießen beigesetzt wurde.